# 克魯格利克 (舍佩蒂夫卡區)
50°21′0″N 27°14′47″E / 50.35000°N 27.24639°E
克魯格利克（烏克蘭語：Круглик），是烏克蘭的村落，位於該國西部赫梅利尼茨基州，由舍佩蒂夫卡區負責管轄，面積0.39平方公里，海拔高度237米，2001年人口94，人口密度每平方公里2,410.3人。